# 吳全佑
吳全佑（1834年—1902年），滿姓烏佳哈拉，清朝旗人，為吳氏太極拳（又稱吳家太極拳）的奠基者。全佑從學於有楊無敵之稱的楊露禪（1799年-1872年），但因楊露禪弟子中有當時的王公貴胄，全佑不便與王公貴胄同輩，故楊露禪命全佑拜於其次子楊班侯門下，實際上則仍由楊露禪親自教授。當時在楊露禪門下最出色的弟子有三人，萬春得剛勁，凌山善發人，而全佑則長於柔化。
其子吳鑑泉創立吳氏太極拳。